# Великобритания на летней Универсиаде 1959
Великобритания на первой летней Универсиаде в Турине (Италия) заняла 6-е место в общекомандном медальном зачёте, завоевав 10 медалей (3 золотых, 6 серебряных, 1 бронзовую). Чемпионами Универсиады стали: Кевин Гиллиган (легкая атлетика, мужчины, бег на 5000 метров), Крис Госден (плавание, женщины, 200 метров брассом) и женская сборная по плаванию в эстафете 4х100 м вольным стилем.

## Медалисты

### Золото
| Золото |                        |                                                          |
| №      | Спортсмены             | Вид спорта (дисциплина)                                  |
| 1      | Кевин Гиллиган         | Лёгкая атлетика (мужчины, бег на 5000 метров)            |
| 2      | Крис Госден            | Плавание (женщины, 200 метров брассом)                   |
| 3      | Сборная Великобритании | Плавание (женщины, эстафета 4х100 метров вольным стилем) |

### Серебро
| Серебро |                        |                                                         |
| №       | Спортсмены             | Вид спорта (дисциплина)                                 |
| 1       | Джон Хольт             | Лёгкая атлетика (мужчины, бег на 800 метров)            |
| 2       | Джон Винч              | Лёгкая атлетика (мужчины, бег на 1500 метров)           |
| 3       | Крис Госден            | Плавание (женщины, 400 метров вольным стилем)           |
| 4       | Тиндалл                | Плавание (женщины, 100 метров на спине)                 |
| 5       | Крис Госден            | Плавание (женщины, 100 метров баттерфляем)              |
| 6       | Сборная Великобритании | Плавание (женщины, 4×100 метров, комплексным плаванием) |

### Бронза
| Бронза |                        |                                                  |
| №      | Спортсмены             | Вид спорта (дисциплина)                          |
| 1      | Сборная Великобритании | Лёгкая атлетика (мужчины, эстафета 4х400 метров) |